# 小国神社

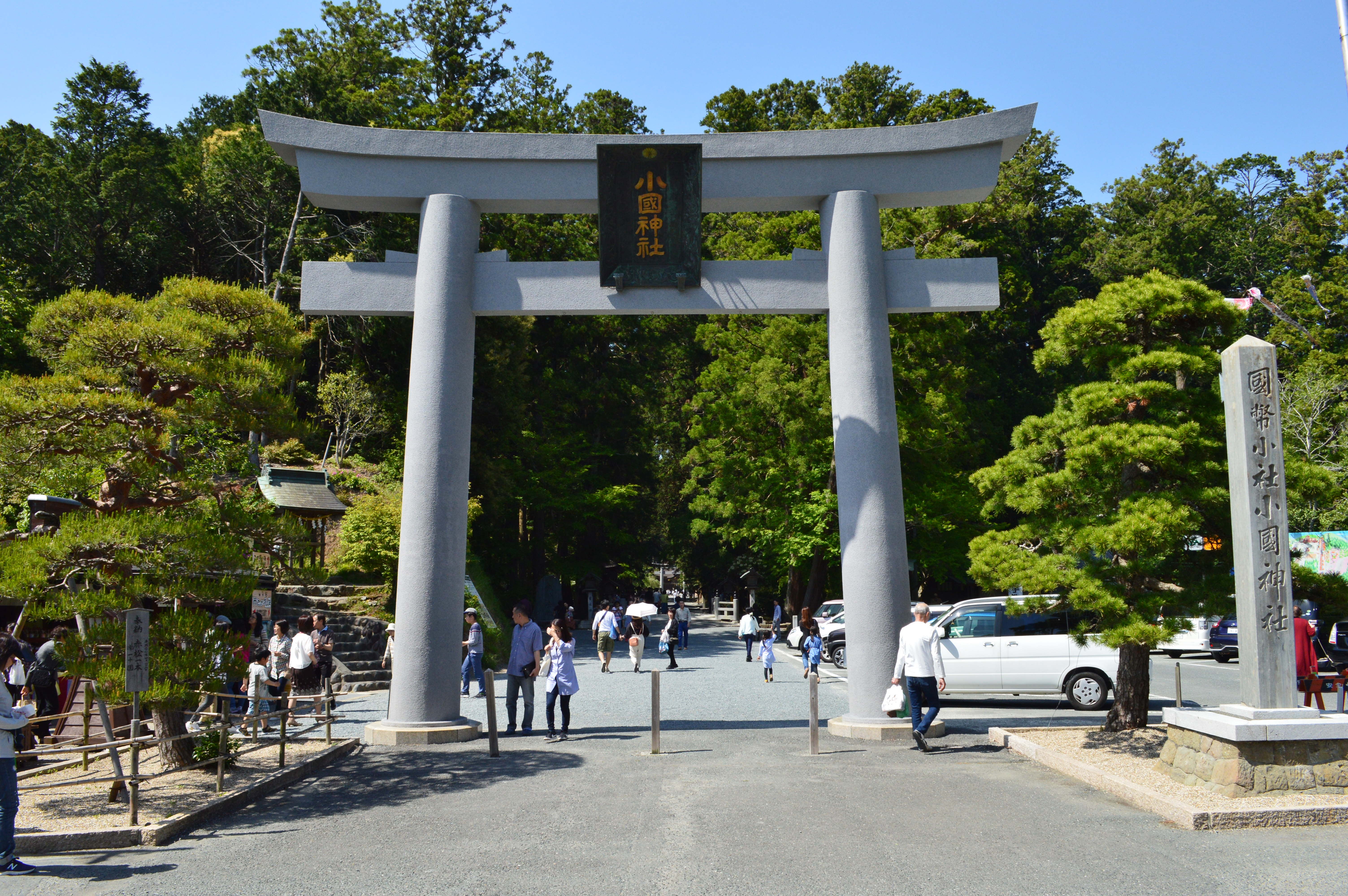
大鳥居

小國神社（おくにじんじゃ、小国神社）は、静岡県周智郡森町一宮にある神社。式内社、遠江国一宮。旧社格は国幣小社で、現在は神社本庁の別表神社。神紋は「右三つ巴」。
本宮山の南側の山麓に鎮座する。境内は秋には紅葉の名所として有名である。

## 祭神
- 大己貴命（おおなむちのみこと）

## 歴史
創建時期は不明だが、社伝によれば、欽明天皇16年（555年?）2月18日、現在地より6kmほど離れた本宮山に神霊が示現したので、勅命によりそこに社殿が造営されたのに始まる。なお、このときに正一位の神階が授けられたと社伝にはあるが、国史での当社の初見である『続日本後紀』承和7年（840年）6月14日条では「遠江国周智郡の無位の小国天神（中略）に従五位下を授け奉る」と記されている。六国史終了時の神階は従四位上である。
『延喜式神名帳』では小社に列している。皇族や武将の信仰が篤く、遠江国一宮として崇敬を受けた。当社を一宮として記載する史料の最初は、1235年の「当国鎮守小国一宮」という記述である。江戸時代には「一宮神社」と称していた。
中世以降、朝廷の衰退により勅使が廃れたが、室町時代、戦国時代を通じて祭祀が途断えることはなかった。元亀3年（1572年）、甲斐の武田信玄が遠江に侵攻した際、徳川家康に味方した。天正3年（1575年）、徳川家康が社殿を再建し、江戸時代に入ってからも歴代の将軍が社殿の造営や営繕、社領の寄進を行っている。
明治5年（1873年）に県社に列格し、翌明治6年（1874年）には国幣小社に昇格した。

## 境内

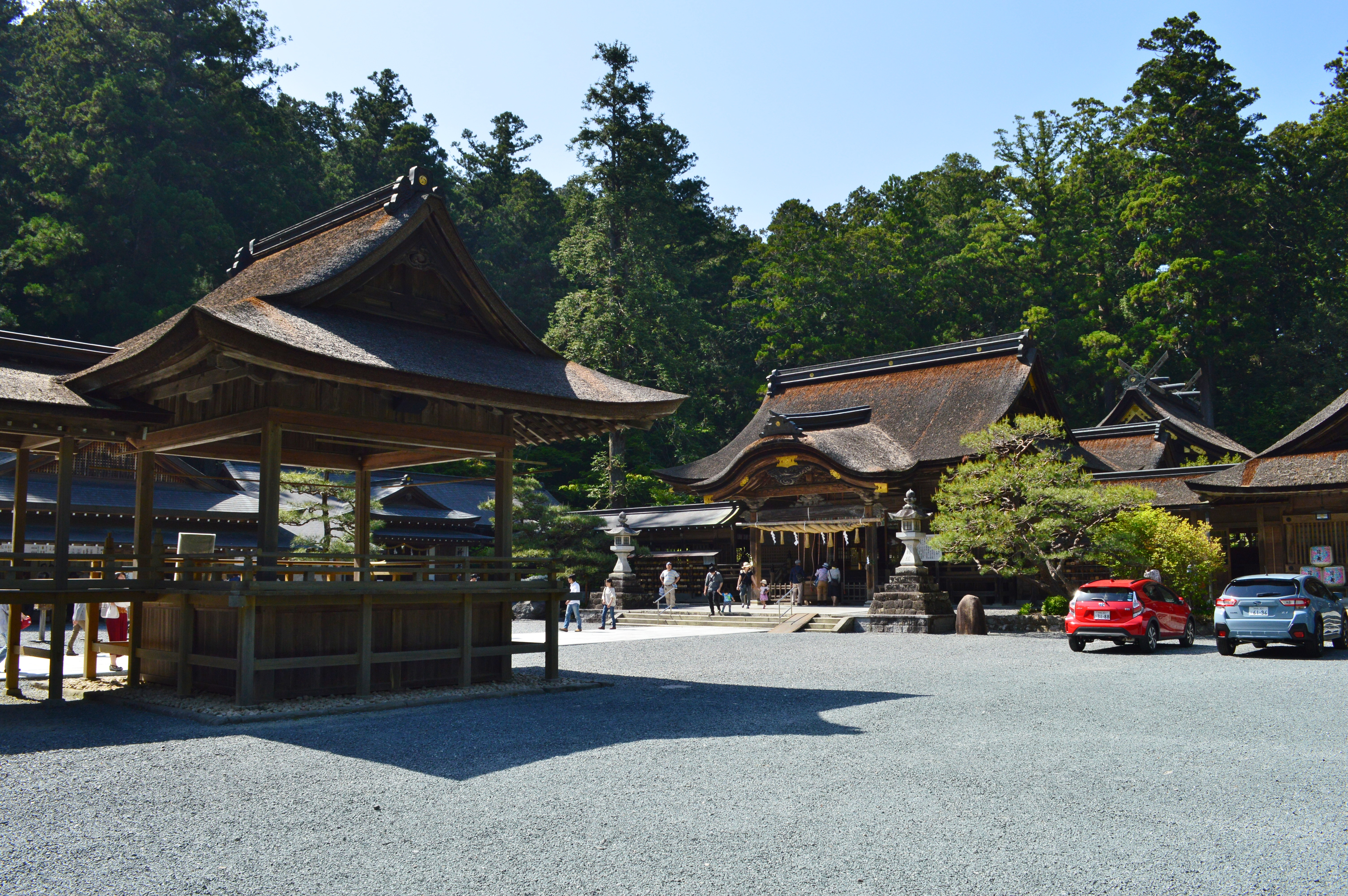
社殿
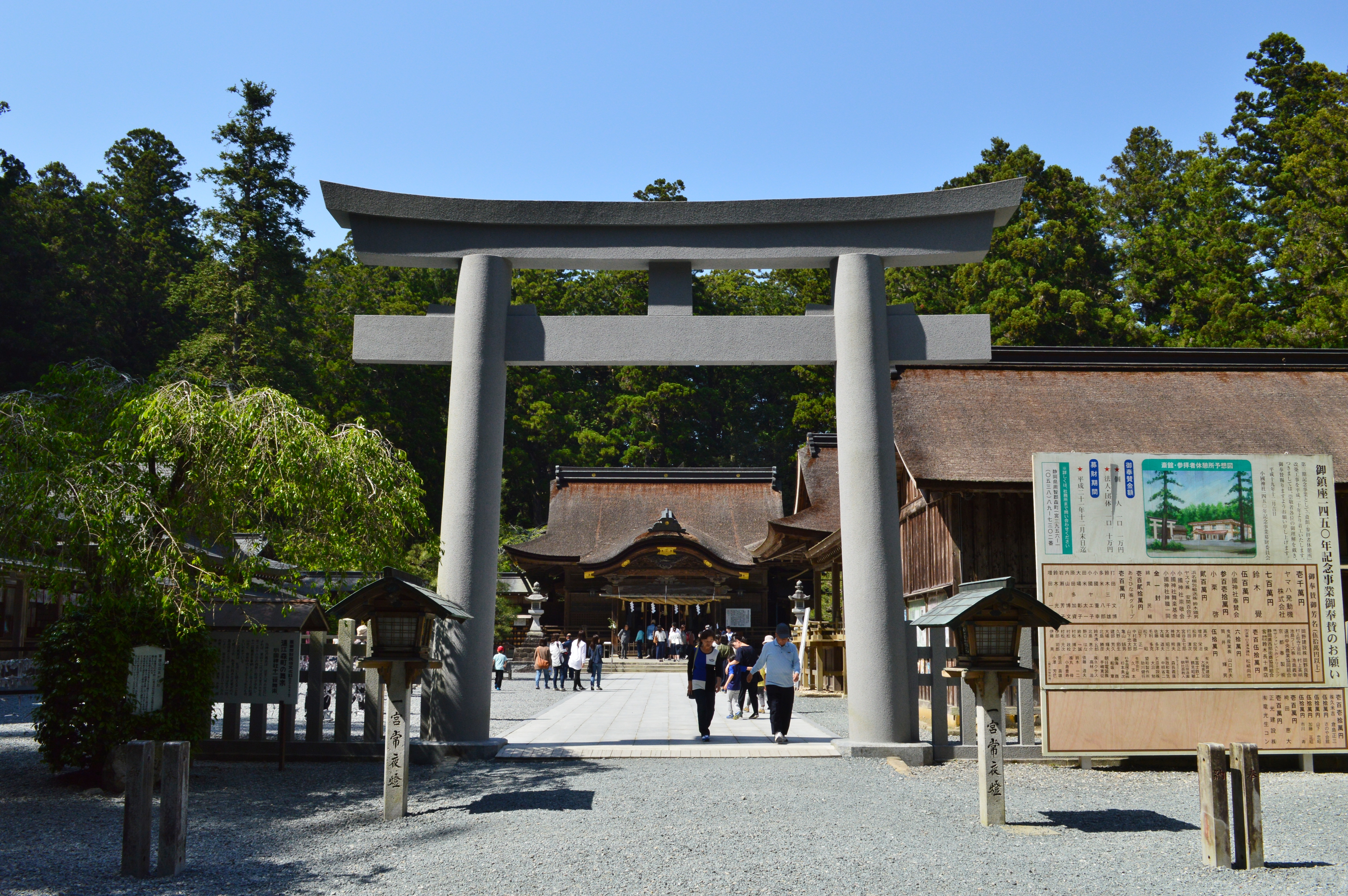
社殿前鳥居
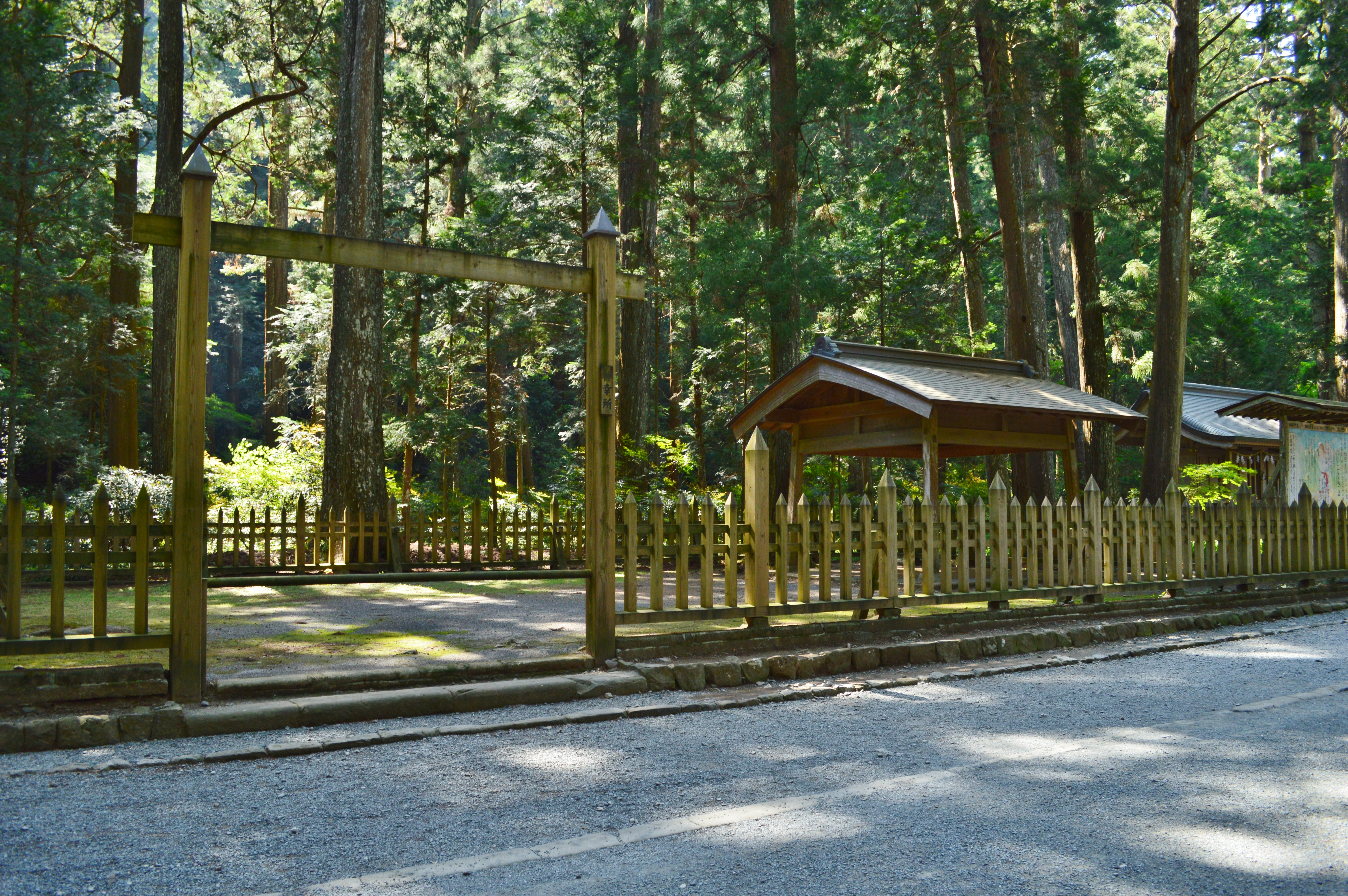
神幸所
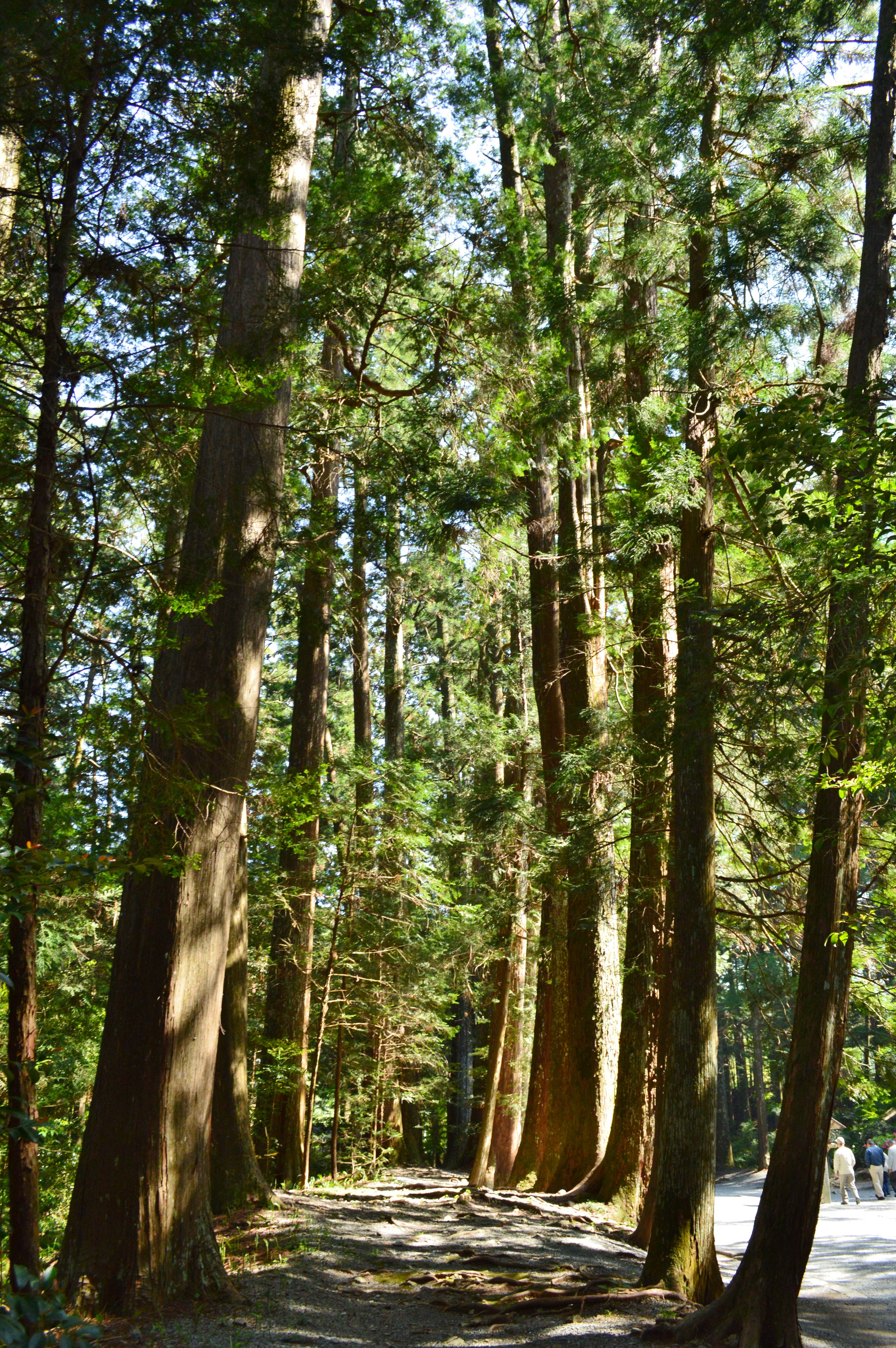
勅使道杉並木
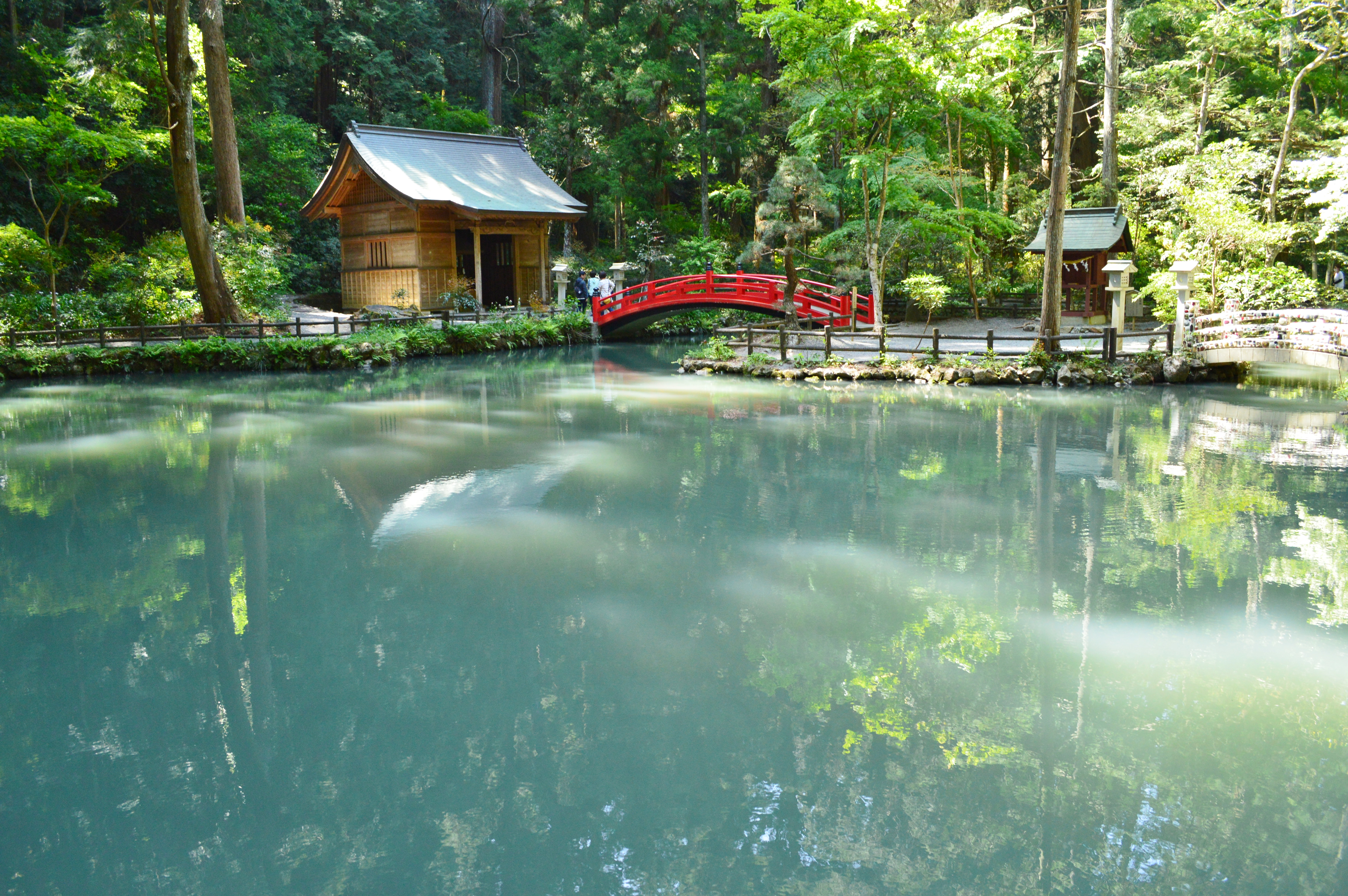
事待池

## 摂末社
- 奥磐戸神社
- 並宮
- 八王子社
- 宗像社
- 飯王子社
- 塩井神社
- 瀧宮
- 愛宕社
- 白山社
- 全國一宮等合殿社 - 全国一宮等の祭神73柱を祀る。かつては73柱を祀る境内社が境内各地にあったが、明治初年の本社焼失に伴い、明治15年からは境内末社八王子社に合祀されていた。平成元年に独立の境内社として再建された。
- 鉾執社

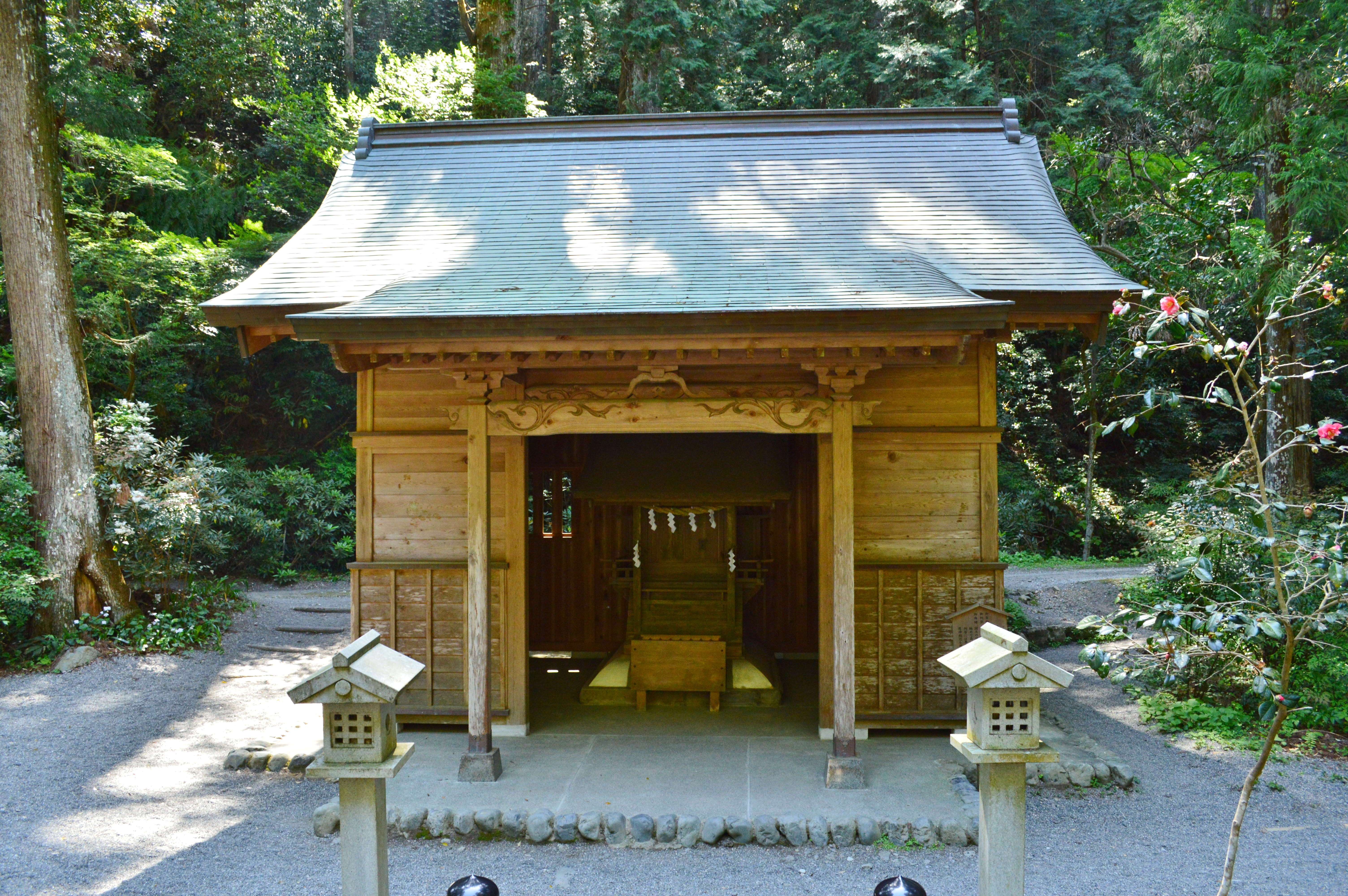
八王子社
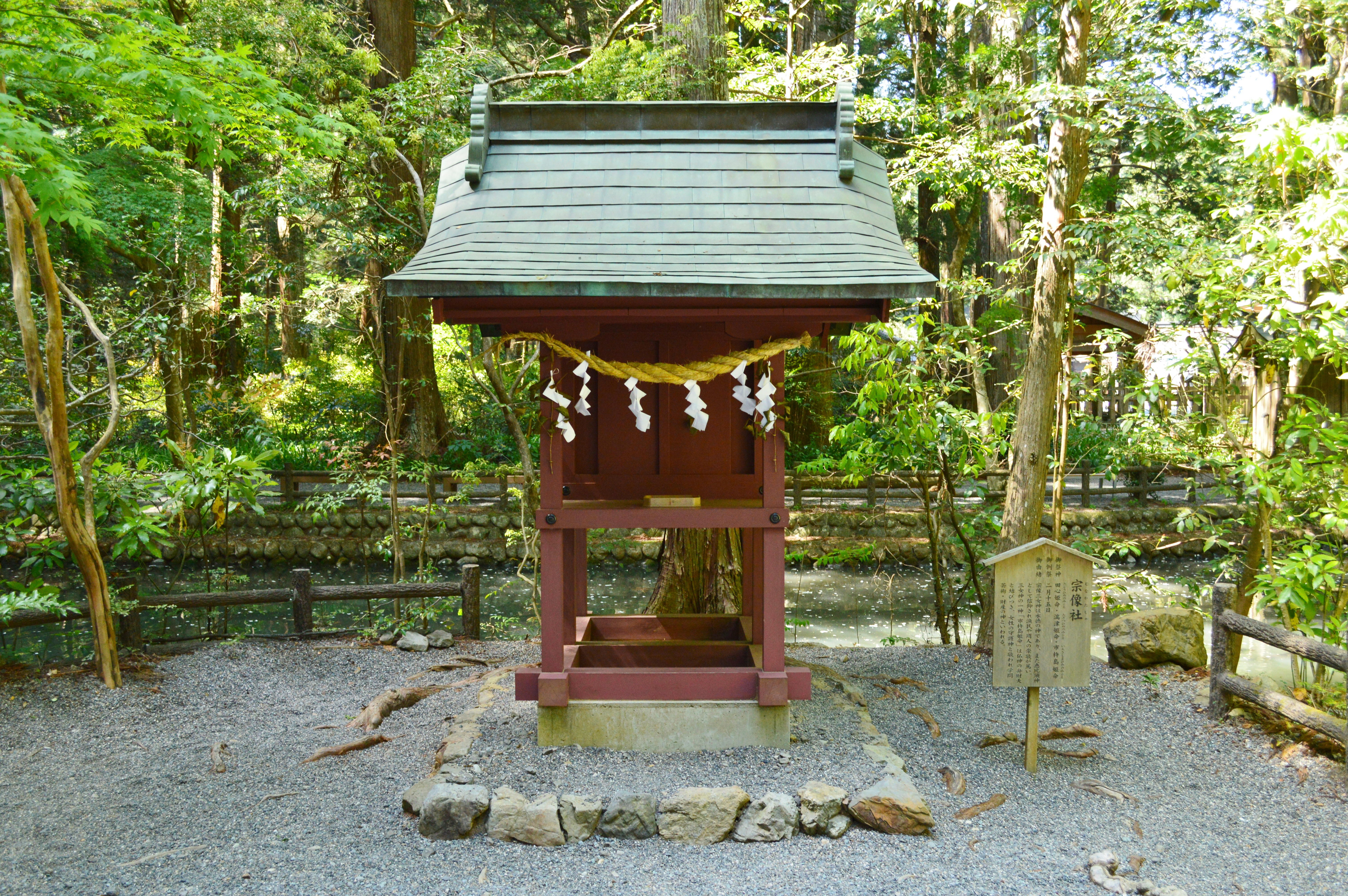
宗像社
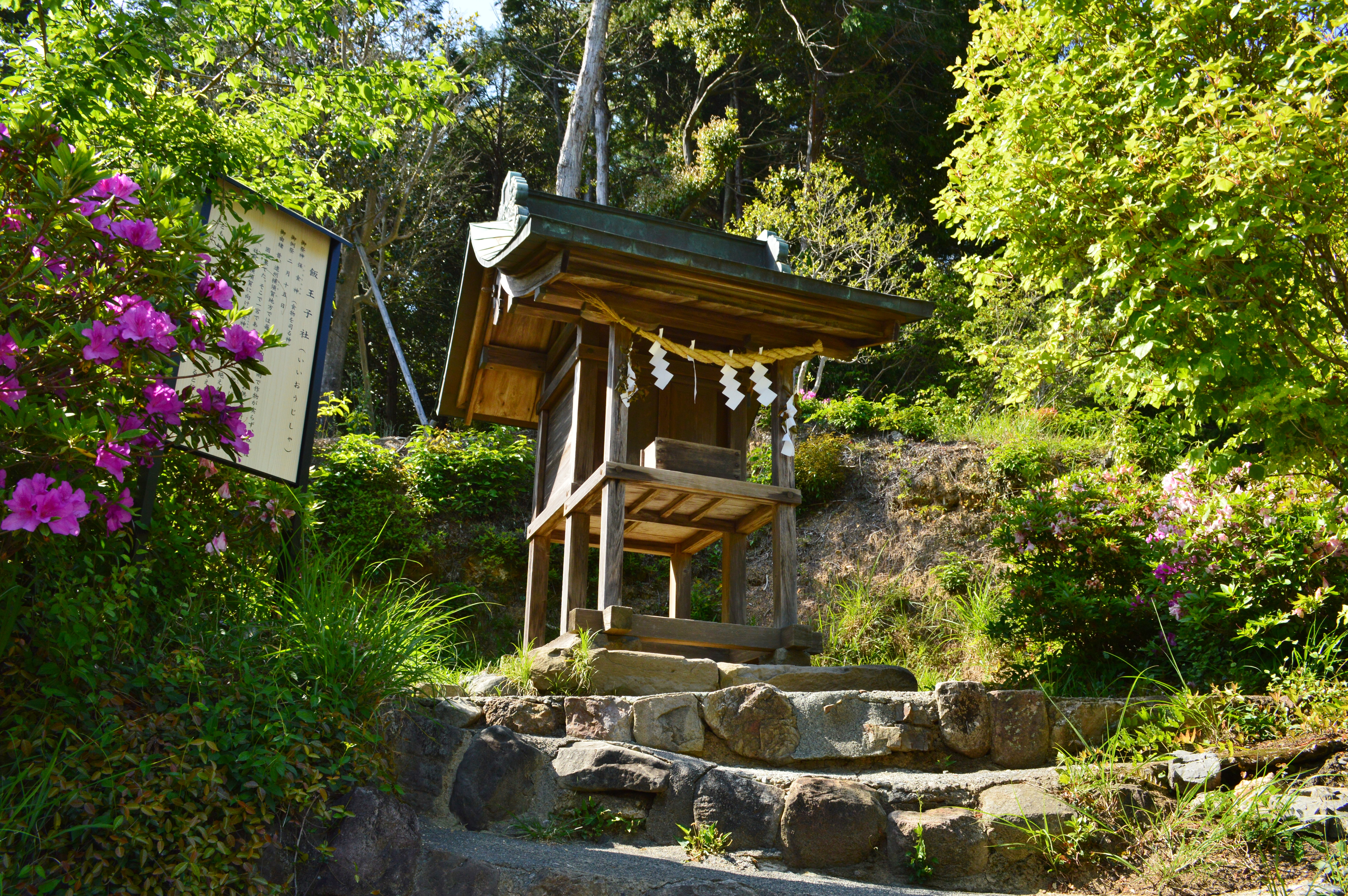
飯王子社
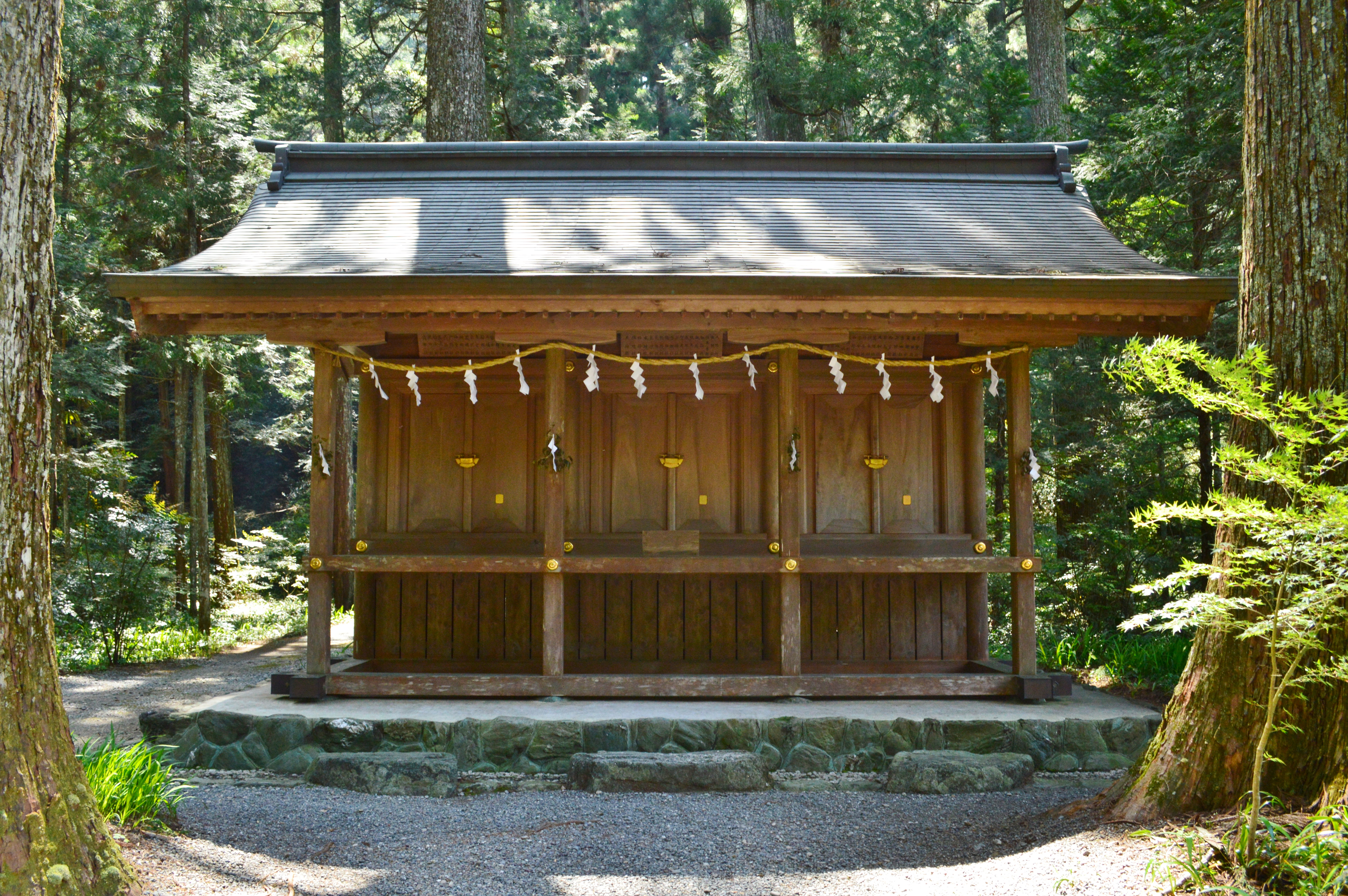
全國一宮等合殿社
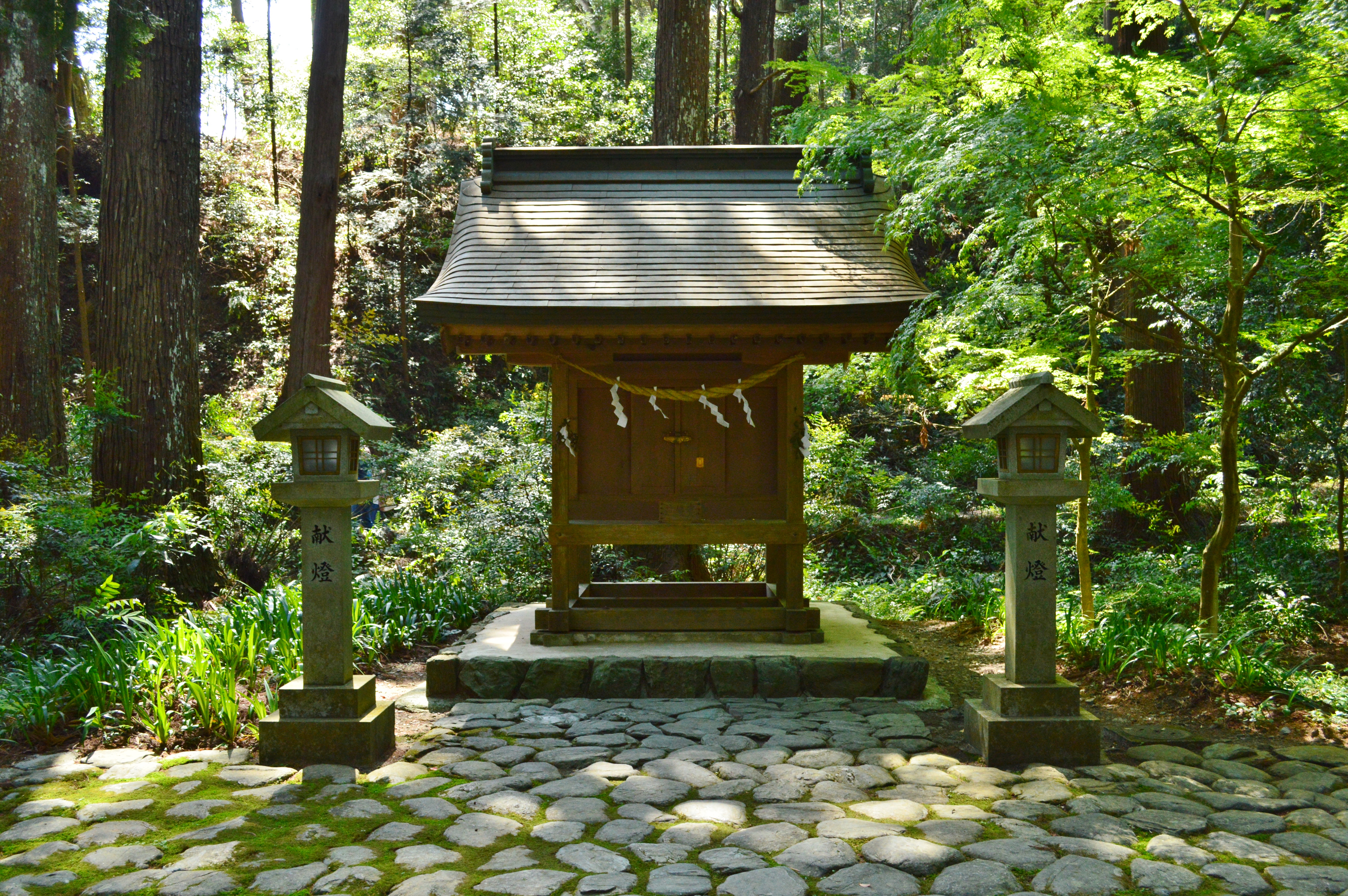
鉾執社

## 文化財

### 重要無形民俗文化財（国指定）
- 遠江森町の舞楽 - 小国神社の舞楽・山名神社天王祭舞楽・天宮神社の十二段舞楽を包括。1982年（昭和57）1月14日指定[1]。

### 選択無形民俗文化財（国選択）
- 小國神社の田遊び - 2007年（平成19年）3月7日選択[2]。

### 静岡県指定文化財
- 無形民俗文化財
  - 小国神社の田遊び - 1960年（昭和35年）4月15日指定[3]。

## 現地情報
所在地
- 静岡県周智郡森町一宮3956-1

交通アクセス
- 天竜浜名湖鉄道天竜浜名湖線 遠江一宮駅から
  - 徒歩：約50分
  - バス：送迎マイクロバス（日曜日・指定日のみ運行）で約10分
- 車
  - 駐車場：無料（約800台）
  - 東名高速道路 袋井ICから、約20分
  - 新東名高速道路 森掛川ICから、約15分

## 関連図書
- 安津素彦・梅田義彦編集兼監修者『神道辞典』神社新報社、1968年、17頁
- 白井永二・土岐昌訓編集『神社辞典』東京堂出版、1979年、81-82頁